# Aschendorff Verlag

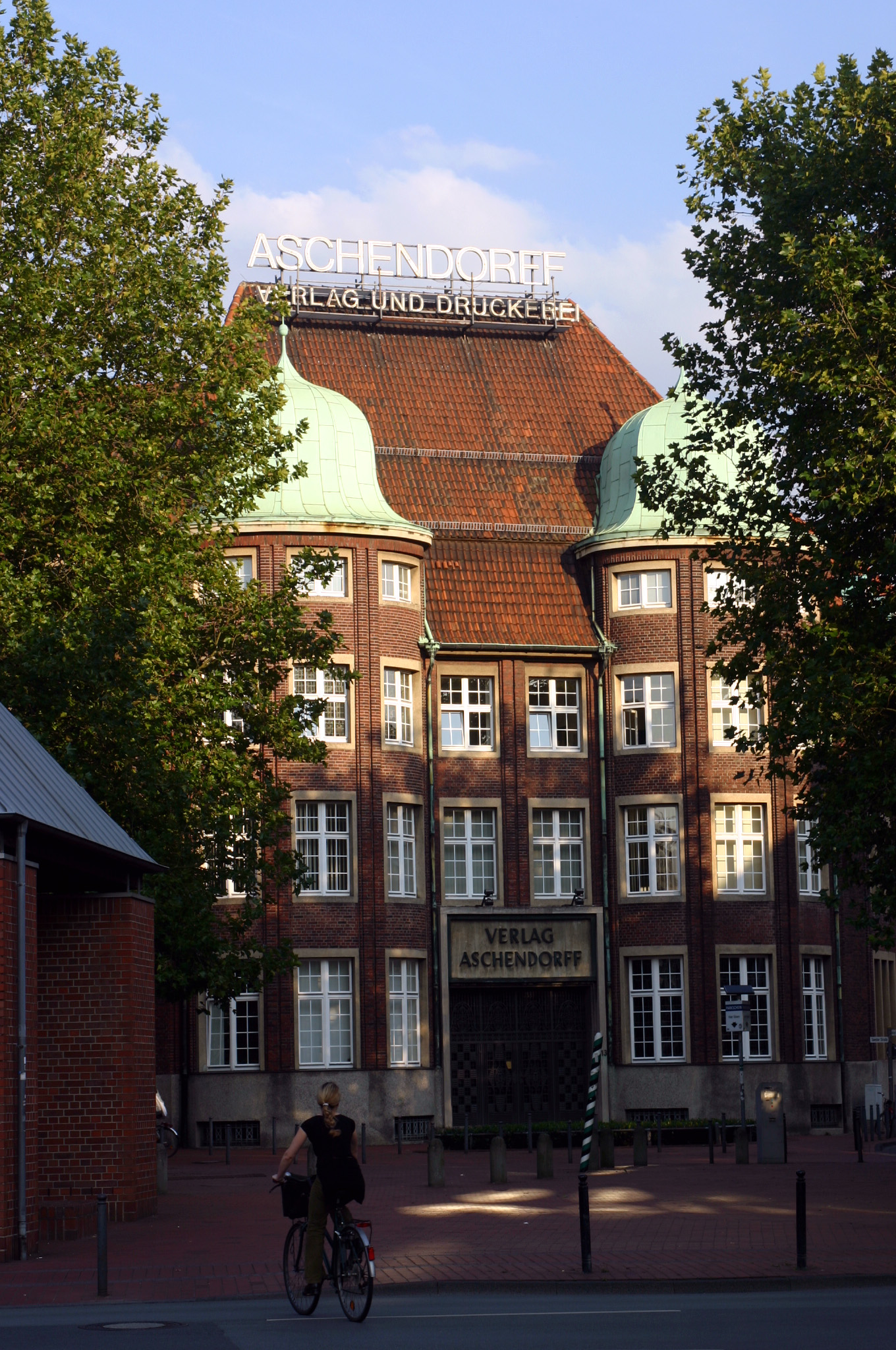
Verlagshaus Aschendorff, Stammsitz des Unternehmens bis 2008, heute Sitz des Buchverlages

Der Aschendorff Verlag ist ein 1720 gegründeter Buchverlag mit Sitz in Münster und gehört zur Unternehmensgruppe Aschendorff.
→ zur Geschichte siehe Aschendorff.
Der Sitz des Verlags befindet sich im ehemaligen Stammhaus des Unternehmens an der Soester Straße in Nähe des münsterschen Hauptbahnhofs.
Jährlich werden durch den Aschendorff Verlag rund 80 Neuerscheinungen und etwa 40 Neuauflagen in verschiedenen Themenbereichen verlegt, darunter:
- Theologie und Philosophie
- Geschichte und Kulturgeschichte, Politik
- Fachzeitschriften
- Westfälische Regionalgeschichte und Regionalliteratur
- Landschaftsführer, Bildbände
- Bücher über Münster
- Belletristik
- Kinder- und Jugendbücher
- Psychologie und Pädagogik
- Schul- und Studienbücher
- Gebet- und Gesangbuch Gotteslob